# Хари Шеф
Хари Шеф (на немски: Harry Sheff), с рождено име Хайнрих Сохачевски (на немски: Heinrich Sochaczewsky), е германски писател на исторически романи.
Пише основно под псевдонима Виктор фон Фалк (на немски: Victor von Falk), с който е публикуван в България, а също и под псевдонимите Хайнрих Бътнър (Heinrich Buttner), Хайнц Блиц (Heinz Blitz), Максимилиан Горик (Maximilian Gorrik) и Ханс Хайнрих Щефски (Hans Heinrich Schefsky).

## Биография и творчество
Хайнрих Сохачевски е роден на 21 февруари 1861 г. в Бреслау, Германия (днес Вроцлав, Полша), в еврейско семейство.
Работи като журналист, редактор на вестник „Feuilleton“ в родния си град. През 1886 г. отива в Берлин, където през 1888 г. основава типография и издателство „Frederick & Ко Publishing House“. През 1894 г. продава типографията на издателство „Weichert“, което през 1950 г. то е национализирано от властта в ГДР и целият му архив е унищожен.
По времето на неговия живот, като отражение световните политически борби и военни конфликти, са особено популярни приключенските романи, историческите романи и уестърните. Сохачевски също се насочва към тези търсени литературни жанрове.
Хайнрих Сохачевски става известен с роман си „Der Scharfrichter von Berlin“ (Палачът на Берлин) от 1889 г., в който в около 3000 страници се описва историята на Юлиус Краутц, който е екзекутор на Прусия в периода 1891 – 1899 г.
През 1890 г. излиза романът му „Мъртвите сибирски полета“ („Мъртвите сибирски полета или тайната на руския императорски дворец") под псевдонима Виктор фон Фалк. В него писателят развива историята под формата на разказана истинска информация и описания на руския благородник Михаел Бакунин, който е бил заточен за 20 години в Сибир. През 1916 г. писателят публикува втора версия на романа под заглавието „Соня или в името на любовта към един невинен заточеник“, в който най-скандалните епизоди са смекчени, а някои от имената на героите са променени. Романът е определян като „готически“ и като израз на разцвета на руския нихилизъм.
През 1899 г. отива във Виена. Там създава съвместна писателско-стенографска група работеща за него, поради което публикува произведенията си под псевдоними (по репортаж на журналиста Макс Винтер от 1905 г.). За романа си „Thaddäus Klimschok“ (Тадеуш Климшок) си купува австрийска военна униформа, прогаря я с цигара, като имитира дупки от 7 куршума, и се снима с нея, за да придаде правдивост на разказа.
През 1911 г. се отказва от юдаизма и приема името Хари Шеф (Harry Sheff).
Със своето творчество Хари Шеф е бил един от най-популярните и успешни писатели някога, докато сега постепенно бива забравен.
Датата на смъртта му не е известна, вероятно през 1926 г. Единият му син, Ото Шеф (1889 – 1956), е плувец, адвокат и член на австрийския парламент, а другият – Вернер Шеф (1888 – 1947), е писател на приключенски романи.

## Произведения
поради различните псевдоними и липса на пълни архиви списъкът е непълен
- Der Scharfrichter von Berlin. Roman nach Acten, Aufzeichnungen und Mittheilungen des Scharfrichters Julius Krautz (1889)
- Мъртвите сибирски полета, Die Todtenfelder von Sibirien (1890)
- Lorle (1892) – с Албан Фьорстер
- Terese Krones die schöne Volkssängerin von Wien oder: Die unglückliche Braut des berüchtigten Räubers Grafen Jaroschinsky (1902)
- Wenn man fensterln geht ... (1904)
- Капитан Драйфус, Alfred Dreyfus (1905)
- Feodora, die unglückliche Großfürstin von Russland (1905)
- Pope Gapon (1905)
- Fra Diavolo Räuber, Held und Frauenliebling (1906)
- Thaddäus Klimschok (1906)
- Karl Masch der gefürchtete Bandit der Mark od. Zehn Jahre in Höhlen gehaus (1906)
- Julietta die Tochter Giuseppe Musolinos od.: Ein weiblicher Räuberhauptmann (1909)
- Graf Lunara (1912) – с Карл Рустиге
- Лукреция Борджия, Lukrecja Borgia: Geschichtlicher Roman nach den Tagebuch-Aufzeichnungen Bischof Burkharts und nach anderen alten Quellen (1913)
- Auge um Auge – Zahn um Zahn (1914)
- Einem Greise vermählt (1914)
- Vertrieben am Hochzeitsabend (1914)
- Schulter an Schulter: kriegserzählungen aus Polen, Galizien und Serbien (1915)
- Sonja oder Um der Liebe willen unschuldig verbannt (1916) – вариант на „Мъртвите сибирски полета“
- Giuseppe Musolino, der kühnste und verwegenste Jäger seiner Zeit (1926)
- Тайнствената гробница, (?) – издадена в България 1992 г.